# Bernardo Valli
Bernardo Valli (Parma, 15 aprile 1930) è un giornalista e scrittore italiano.

## Biografia
Nasce a Parma in una famiglia benestante: il padre è medico.
Va via di casa molto giovane: nel 1949, a diciannove anni, si arruola nella Legione straniera francese. Nel 1954 assiste, nella base di Sidi Bel Abbes, alla parata dei reduci dalla sconfitta di Dien Bien Phu. Quell'anno decide di lasciare la Legione.
Si trasferisce a Milano, dove fa il praticantato da giornalista presso il quotidiano L'Italia; nel 1956 è al neonato Il Giorno, dove si occupa di cronaca nera. Dopo solo un anno passa dalla cronaca alla politica internazionale: parte per il Venezuela per descrivere la sollevazione generale che porta il presidente Marcos Pérez Jiménez a lasciare il Paese.
Nel 1957 sposa la giornalista Adele Cambria, da cui avrà i figli Emilio e Luciano; i due si separeranno dopo qualche anno.
Successivamente è testimone della rivoluzione algerina. Negli anni sessanta è presente a Cuba e racconta la Guerra dei Sei giorni (1967). Nel 1971 si trasferisce al Corriere della Sera, come inviato in Vietnam, India, Cina e Cambogia. Rimane complessivamente sette anni in Asia. Nel 1975 rientra in Europa, come corrispondente da Parigi. Nel 1979 racconta la rivoluzione Khomeinista in Iran.
Diventa poi redattore capo della sede francese de la Repubblica, collaborando poi anche con L'Espresso come editorialista.
Si dimette da la Repubblica il 15 settembre 2020. Il 31 ottobre ricomincia a scrivere su L'Espresso.

## Riconoscimenti
- Premio Saint Vincent per il giornalismo 1998 come giornalista che ha dato lustro alla categoria[5]
- Premio Colombe d'Oro per la Pace da parte dell'Istituto di Ricerche Internazionali Archivio Disarmo nel 1999. [6]
- Premio Viareggio 2014
- Premio Andrea Barbato per il giornalismo, assegnato da Passaggi Festival nel 2015
- Premio Flaiano per il giornalismo nel 2021